# Echinomuricea andamanensis
Echinomuricea andamanensis är en korallart som beskrevs av Thomson och Simpson 1909. Echinomuricea andamanensis ingår i släktet Echinomuricea och familjen Plexauridae. Inga underarter finns listade i Catalogue of Life.